# Steve Winwood (альбом)
Steve Winwood — первый сольный студийный альбом Стива Уинвуда, изданный в июне 1977 года лейблом Island Records. Авторами почти всех композиций являются Стив Уинвуд и Джим Капальди, коллега Уинвуда по группе Traffic, который также принял участие в записи альбома. Уинвуд сам сыграл на большинстве музыкальных инструментов, которые использовались при создании альбома.
Альбом достиг #22 в Billboard 200 (США) и #12 в The Official Charts (Великобритания) и оказался коммерчески менее успешным, чем последние альбомы Traffic. Отзывы музыкальных критиков также оказались достаточно прохладными.

## Список композиций
Авторы всех композиций — Стив Уинвуд и Джим Капальди кроме специально указанных.
Сторона А
1. «Hold On» — 4:32
2. «Time Is Running Out» — 6:30
3. «Midland Maniac» (Winwood) — 8:32

Сторона Б
1. «Vacant Chair» (Winwood, Viv Stanshall) — 6:54
2. «Luck’s In» — 5:23
3. «Let Me Make Something in Your Life» — 5:33

## Участники записи
- Steve Winwood — вокал и бэк-вокал (все композиции), электрическое пианино (1, 2, 5), синтезатор (1, 2, 4), электрогитара (1, 2, 5, 6), саксофон (1), орган (2, 3, 4, 6), клавинет (2), фортепиано (3, 4, 6), фисгармония (3), клавесин (3), электрические и акустические басы (3), ударные (3), перкуссия (3, 5), акустическая гитара (3)
- Willie Weeks — бас-гитара (1, 2, 5, 6)
- Andy Newmark  — ударные (1, 2, 5, 6)
- Brother James — перкуссия (1, 4)
- Jim Capaldi — перкуссия (2), бэк-вокал (2)
- Rebop Kwaku Baah  — конга (2, 5)
- Nicole Winwood («Nicole») — бэк-вокал (2)
- Junior Marvin — гитара (4)
- Alan Spenner — бас-гитара (4)
- John Susswell — ударные (4)